# Efraim Karsh
Efraim Karsh (Israele, 1953) è uno storico israeliano.
Efraim Karsh è un professore di storia ed è Direttore del Dipartimento di Studi Mediterranei nel King's College di Londra.
Nato e cresciuto in Israele, si è diplomato nell'Università Ebraica di Gerusalemme in Storia del Vicino Oriente moderno e del Mondo Arabo. Ha conseguito la sua laurea e il suo Dottorato in Relazioni Internazionali nell'Università di Tel Aviv.
Prima di cominciare la sua carriera accademica, Efraim Karsh era analista delle Forze di Difesa Israeliane in cui ha raggiunto il grado di Maggiore. Ha occupato varie posizioni accademiche ad Harvard e nella Columbia University, alla Sorbona alla London School of Economics, nell'Università di Helsinki, nell'Istituto Internazionale di Studi Strategici di Londra, nell'Istituto Kennan di Studi Avanzati Russi, a Washington, nel Centro Jaffee di Studi Strategici e all'Università di Tel-Aviv.
Vanta oltre un centinaio di pubblicazioni accademiche e numerose opere sul Vicino Oriente e sulle questioni sovietiche.

## Opere
- The Arab-Israeli Conflict. The Palestine 1948 War (Oxford, Osprey, 2002)
- La Guerre D'Oslo (Les Editions de Passy, 2005; with Yoel Fishman)
- Islamic Imperialism: A History (Yale University Press, 2006)
- Arafat's War (Grove, 2003)
- Rethinking the Middle East (Cass, 2003)
- The Iran-Iraq War (Oxford, Osprey, 2002)
- Empires of the Sand: The Struggle for Mastery in the Middle East, 1789-1922 (Harvard University Press, 1999; con *Inari Karsh)
- Fabricating Israeli History: The "New Historians" (Cass, 1997; seconda edizione 1999)
- The Gulf Conflict 1990-1991: Diplomacy and War in The New World Order (Princeton University Press, 1993; con *Lawrence Freedman)
- Saddam Hussein: A Political Biography (The Free Press, 1991; con Inari Rautsi-Karsh)
- Soviet Policy towards Syria Since 1970 (Macmillan & St. Martin's Press, 1991)
- Neutrality and Small States (Routledge, 1988)
- The Soviet Union and Syria: The Asad Years (Routledge for the Royal Institute of International Affairs, 1988)
- The Cautious Bear: Soviet Military Engagement in Middle East Wars in the Post 1967 Era (Westview, 1985)